# Sulechówek
Sulechówek (niem. Züllichswerder) – kolonia wsi Stary Klukom, w Polsce, w województwie zachodniopomorskim, w powiecie choszczeńskim, w gminie Choszczno. W latach 1975–1998 miejscowość administracyjnie należała do województwa gorzowskiego. W roku 2007 kolonia liczyła 7 mieszkańców. Kolonia wchodzi w skład sołectwa Stary Klukom.

## Geografia
Kolonia leży ok. 1,8 km na północ od miejscowości Stary Klukom, na małym półwyspie jeziora Żeńsko.